# Unione Sportiva Arzanese 1924
La Unione Sportiva Arzanese 1924 fue un club de fútbol de Italia, con sede en Arzano, en Campania. Fue fundado en 1924 y desapareció en 2022.

## Historia
Fue fundado en el año 1924 en la ciudad de Arzano, donde a finales de la década de los años 1920 jugó en la 1.ª Categoría del Comité U.L.I.C de Nápoles Norte. El Arzano disputó sus primeros torneos oficiales sólo tras la Segunda Guerra Mundial.
Ha participado en nueve ocasiones en la Serie D y logró el ascenso a la Lega Pro Seconda Divisione por primera vez en la temporada 2010/11, en la cual se mantuvo hasta 2014. Al término de la temporada 2014/15 de Serie D bajó a la Eccellenza Campania tras perder los play-out contra el Pomigliano.
En la temporada 2015/16 participó en el Grupo A de la Eccellenza Campania: finalizó en el 16.º lugar y bajó a la Promozione (sexto nivel del fútbol en Italia). El club desapareció. Tras un año de inactividad, en 2017 fue fundado una nueva identidad, la Unione Sportiva Arzanese 1924, que empezó en Terza Categoria (el noveno y último nivel del fútbol en Italia). Al final de su primera temporada, el nuevo conjunto logró subit a la Seconda Categoria y, el año siguiente, a la Prima Categoria.

## Palmarés

### Torneos interregionales
- Serie D (1): 2010-11 (Grupo H)

### Torneos regionales
- Prima Divisione Campania (1): 1954-55 (Grupo B)
- Prima Categoria Campania (1): 1973-74 (Grupo B)
- Promozione Campania (2): 1979-80 (Grupo B), 1986-87 (Grupo A)
- Eccellenza Campania (1): 1995-96 (Grupo A)